# Вольное (Апостоловский район)
Вольное (укр. Вільне) — село,
Вольненский сельский совет,
Апостоловский район,
Днепропетровская область,
Украина.
Код КОАТУУ — 1220382501. Население по переписи 2001 года составляло 777 человек.
Является административным центром Вольнянского сельского совета, в который, кроме того, входят сёла
Весёлые Чумаки,
Елизаветполье и
Новоукраинское.

## Географическое положение
Село Вольное находится на берегу Южного водохранилища, в 1,5 км от села Новоукраинское.
Рядом проходит железная дорога, станция Нива Трудовая в 4-х км.

## История
- Село создано на вольных землях в 1923 году.
- В 1929 году создан колхоз «Вольный».
- В 1950 году объединением колхозов «Вольный», «Пролетар», «Память Ильича» и «Примерный» был образован колхоз «имени Кирова», который просуществовал до 1998 года.

## Объекты социальной сферы
- Школа.